# Stockholmský palác
Stockholmský palác (švédsky Stockholms slott) je barokní rezidence, která se nachází na ostrově Stadsholmen v centru švédského hlavního města Stockholmu. Je majetkem švédského státu a slouží jako oficiální reprezentační sídlo švédské královské rodiny vedle Drottningholmského paláce na předměstí metropole, který je využíván spíše k odpočinku.
Palác se nachází v historickém centru města, zvaném Gamla stan, v jeho sousedství leží katedrála Storkyrkan, Švédská královská opera a budova Riksdag, v níž zasedá švédský parlament. Na jeho místě stálo od 13. století královské sídlo Tre Kronor (Tři koruny), přestavěné v 16. století do renesanční podoby, které bylo při katastrofálním požáru 7. května 1697 téměř celé zničeno. Poté byla zahájena výstavba nového paláce v dekorativním barokním slohu, kterou však zdržela severní válka. Autory byli architekti Nicodemus Tessin mladší a Carl Hårleman, v roce 1754 se do paláce nastěhoval král Adolf I. Fridrich a roku 1760 byla stavba dokončena.
Stockholmský palác patří k největším panovnickým sídlům v Evropě. Budova má čtvercový půdorys s velkým vnitřním nádvořím, každá strana měří 120 metrů. Před hlavním vchodem se nacházejí dvě polokruhová křídla, vytvářející vnější nádvoří, na kterém probíhá tradiční střídání stráží. Palác je postaven z pískovce a jeho fasáda má narůžovělou barvu. K budově patří sklep, přízemí s mezaninem, dvě patra a podkroví, celkem se v ní nachází více než šest set místností. Za budovou leží okrasný parčík Logården. U severní stěny se nachází vyhlídková terasa nazývaná Lejonbacken podle soch lvů.
V paláci se nacházejí kanceláře švédského panovníka a královského dvora (Kungliga Hovstaterna), probíhají zde různé oficiální státní akce. Součástí areálu je také trůnní sál, královská kaple, národní archiv s veřejnou knihovnou, historická zbrojnice a místnost Skattkammaren, v níž jsou uloženy korunovační klenoty. Většina paláce je přístupná veřejnosti jako muzeum s bohatými uměleckými sbírkami, k němuž patří také obchod se suvenýry. Ročně Stockholmským palácem projde 800 000 návštěvníků. Sídlo je dominantou města také díky efektnímu nočnímu osvětlení.